# اچ‌ام‌اس لئاندر (۱۷۸۰)
اچ‌ام‌اس لئاندر (۱۷۸۰) (به انگلیسی: HMS Leander (1780)) یک کشتی بود که طول آن ۱۴۶ فوت ۰ اینچ (۴۴٫۵ متر) بود. این کشتی در سال ۱۷۸۰ ساخته شد.